# Rogsta kyrka
Rogsta kyrka är en kyrkobyggnad som tillhör Hudiksvallsbygdens församling i Uppsala stift. Kyrkan ligger vid kusten nordost om Hudiksvall, i ett fornlämningsrikt område.

## Kyrkobyggnaden
Nuvarande stenkyrka uppfördes 1853 - 1858 på det så kallade Stapelberget, strax öster om den medeltida kyrkplatsen. Kyrkan består av ett rektangulärt långhus med ett utbyggt, halvrunt kor i öster, en sakristia i norr och ett kyrktorn i väster. Det 50 meter höga tornet klingar av mot skyn i tre avsatser. Tornet syns långt ut till havs och har sedan kyrkans tillkomst tjänat som landmärke. Ingång finns i väster samt mitt på långhusets nord- och sydsida. Kyrkan, som har genomgått få förändringar, är typisk för byggnadstidens historicism. Kyrkans murar är putsade i en rosa ton, med vita lisener, bågfriser och listverk. Kyrkorummets artikuleras med pilastrar på väggarna och gördelbågar på det flacka tunnvalvet. Artisten Albert Blombergsson svarade åren 1857 - 1859 för korets utsmyckning, som fortfarande finns kvar.

## Inventarier
- Det stora krucifixet på det fristående altaret är skapat av Albert Blombergsson.
- Dopfunten är från 1200-talet.
- Orgeln byggdes 1858 av orgelbyggaren Daniel Björkstrand från Ilsbo och är alltjämt i bruk. En tidigare orgel flyttades till Ramsjö kyrka och utökades där med sju stämmor av Anders Östlund.
- När kyrkan var färdigbyggd fördes kyrkklockorna över från klockstapeln som revs. Storklockan göts 1690 i Stockholm och har aldrig gjutits om sedan dess. Lillklockan från 1747 har gjutits om två gånger.

## Galleri

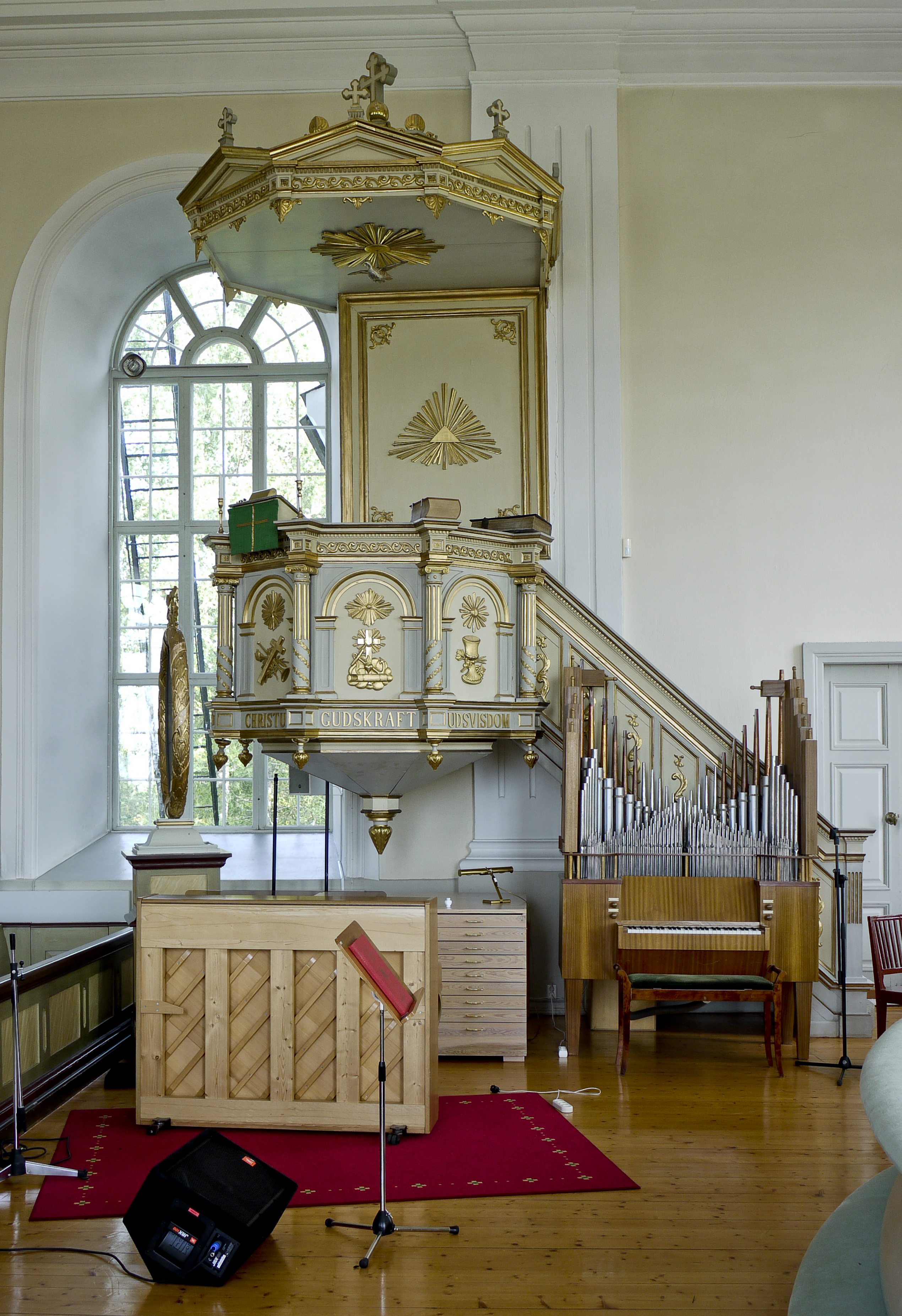
Predikstol
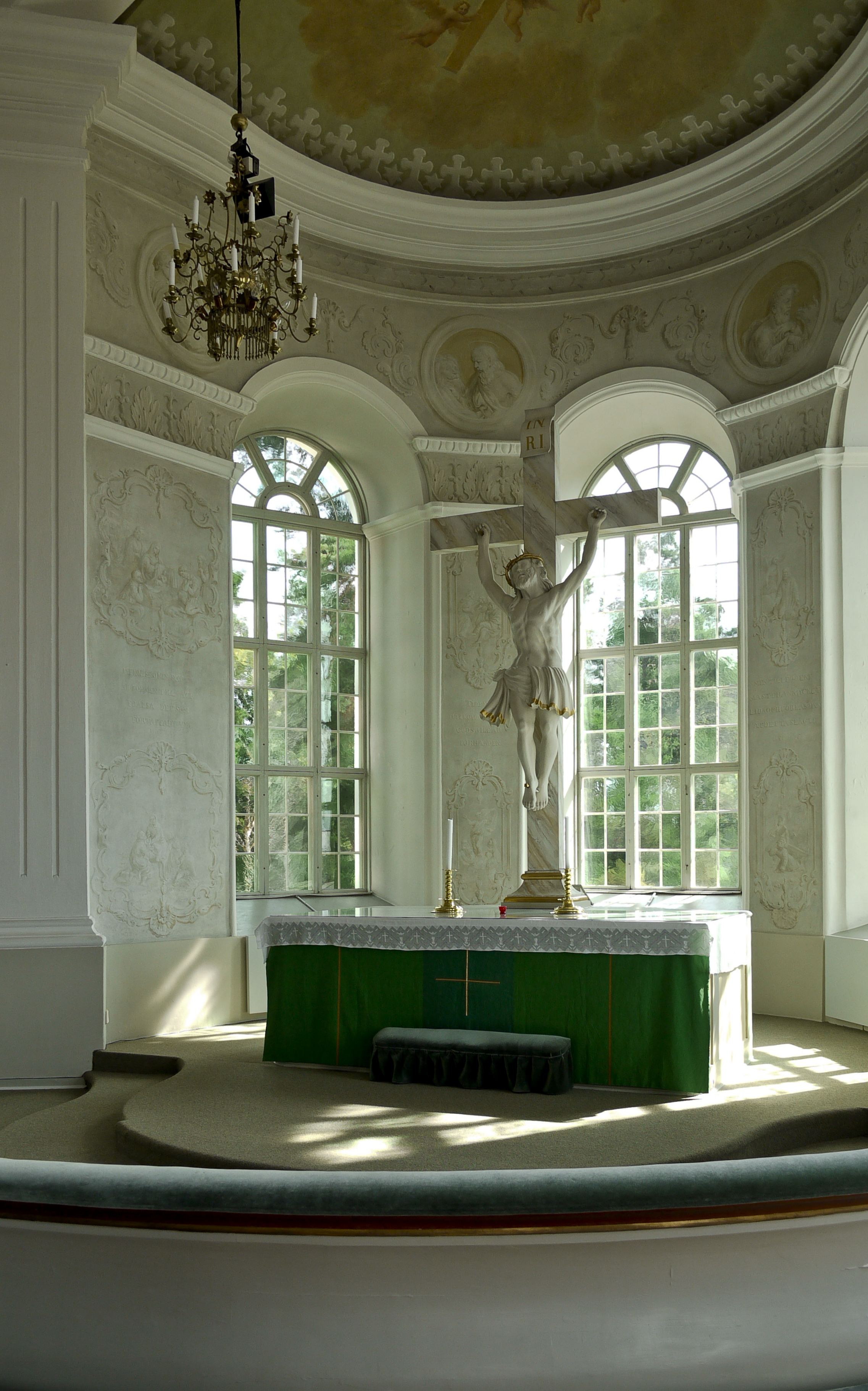
Altaret
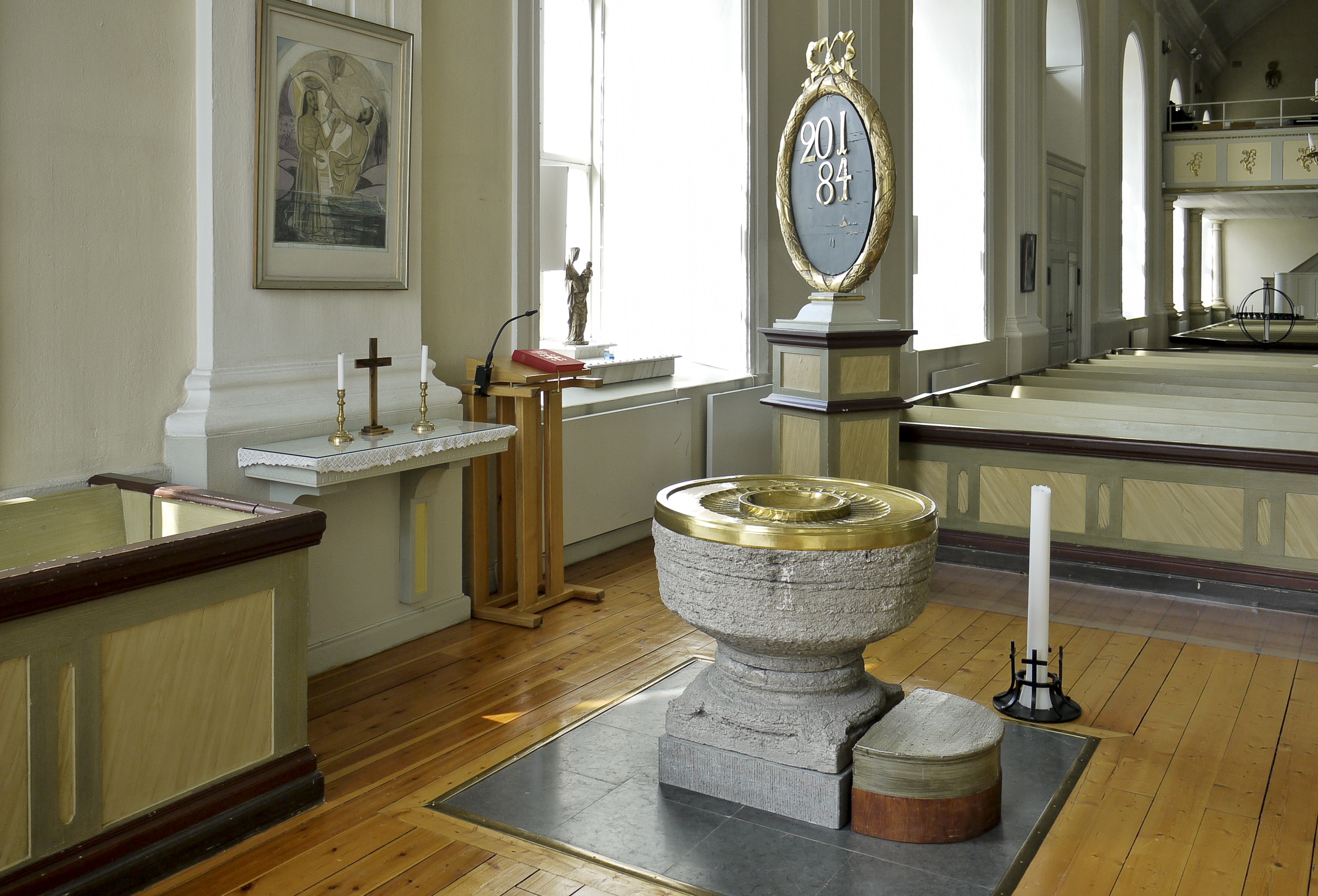
Dopfunt

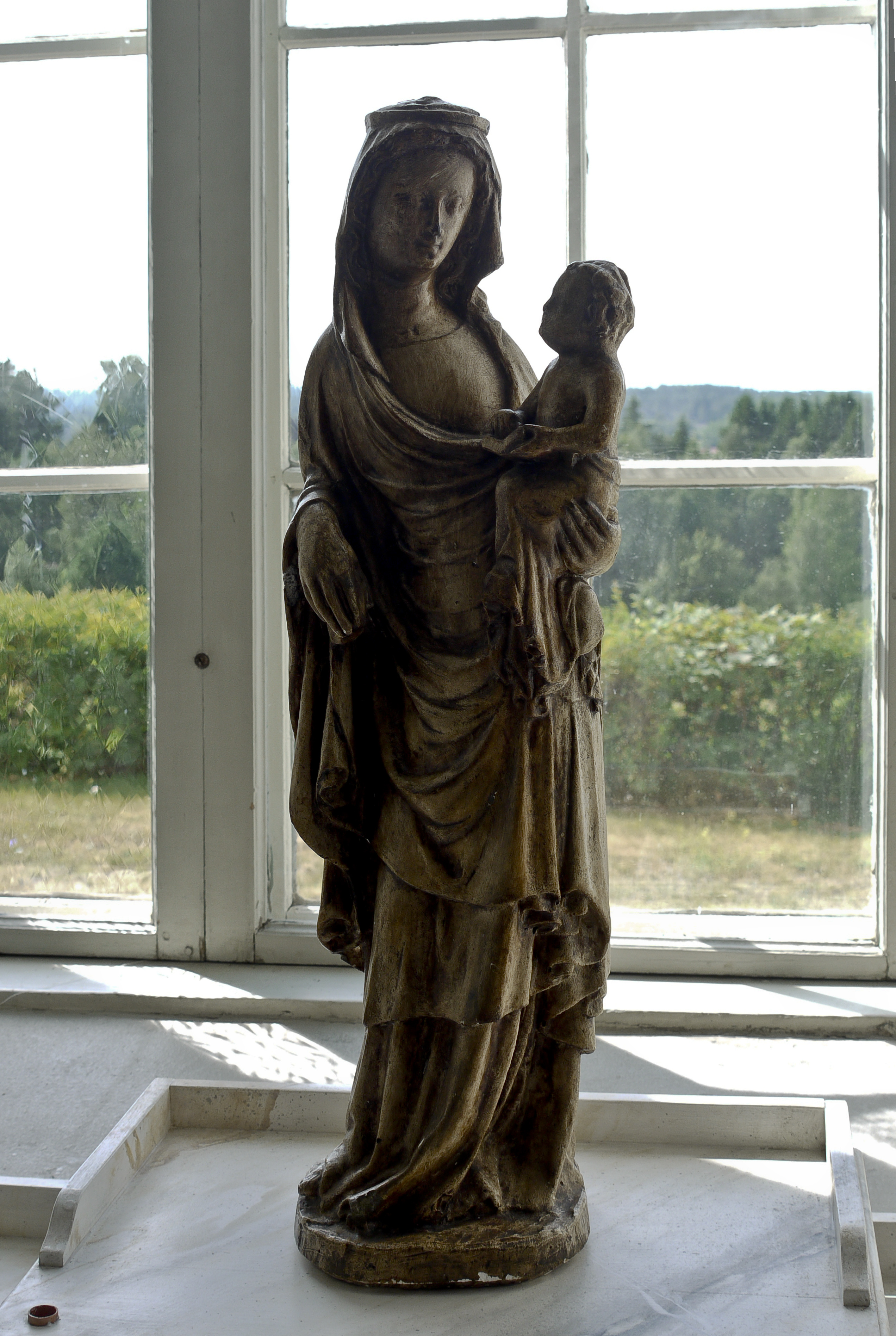
Madonnastaty
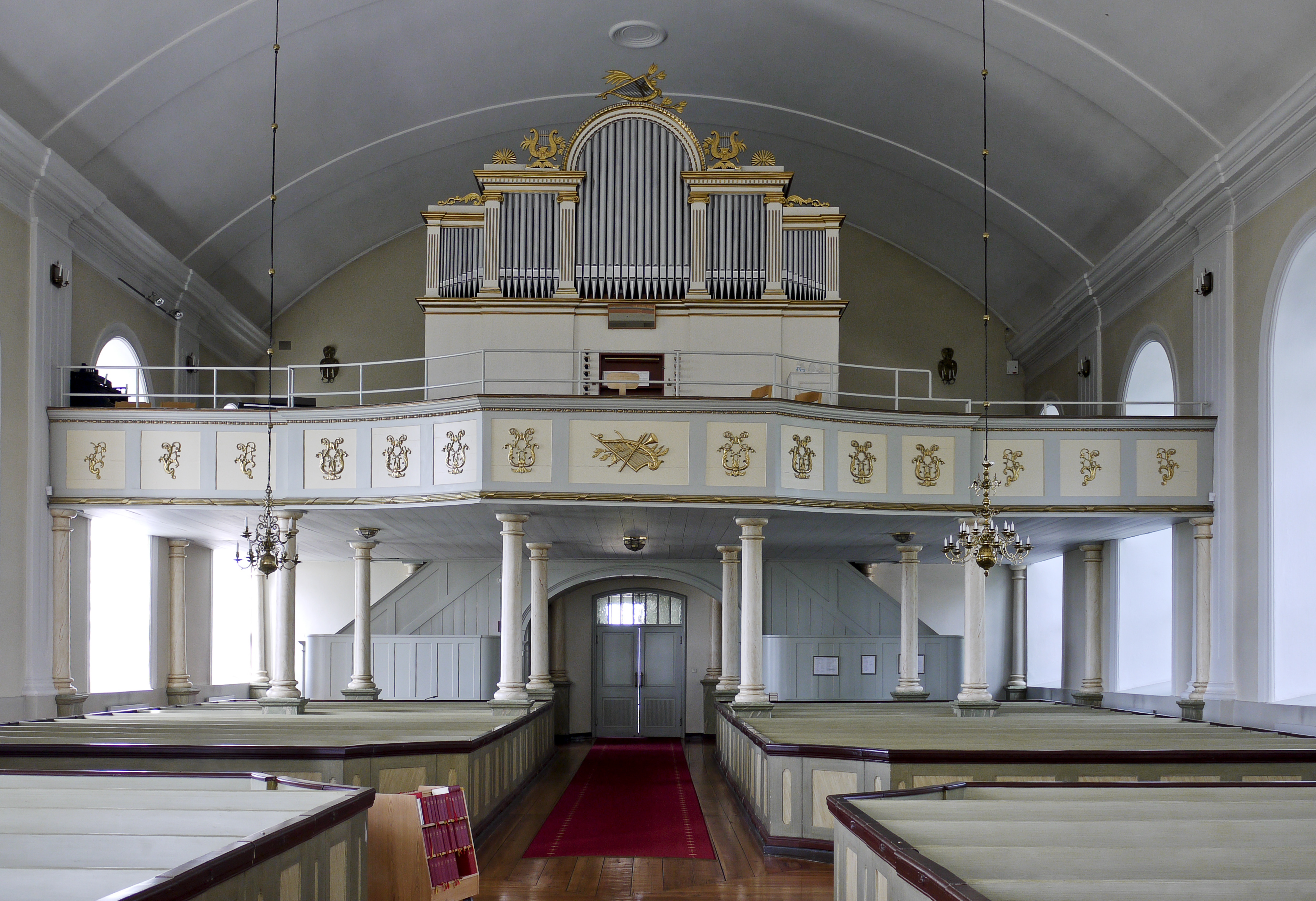
Läktaren med orgeln
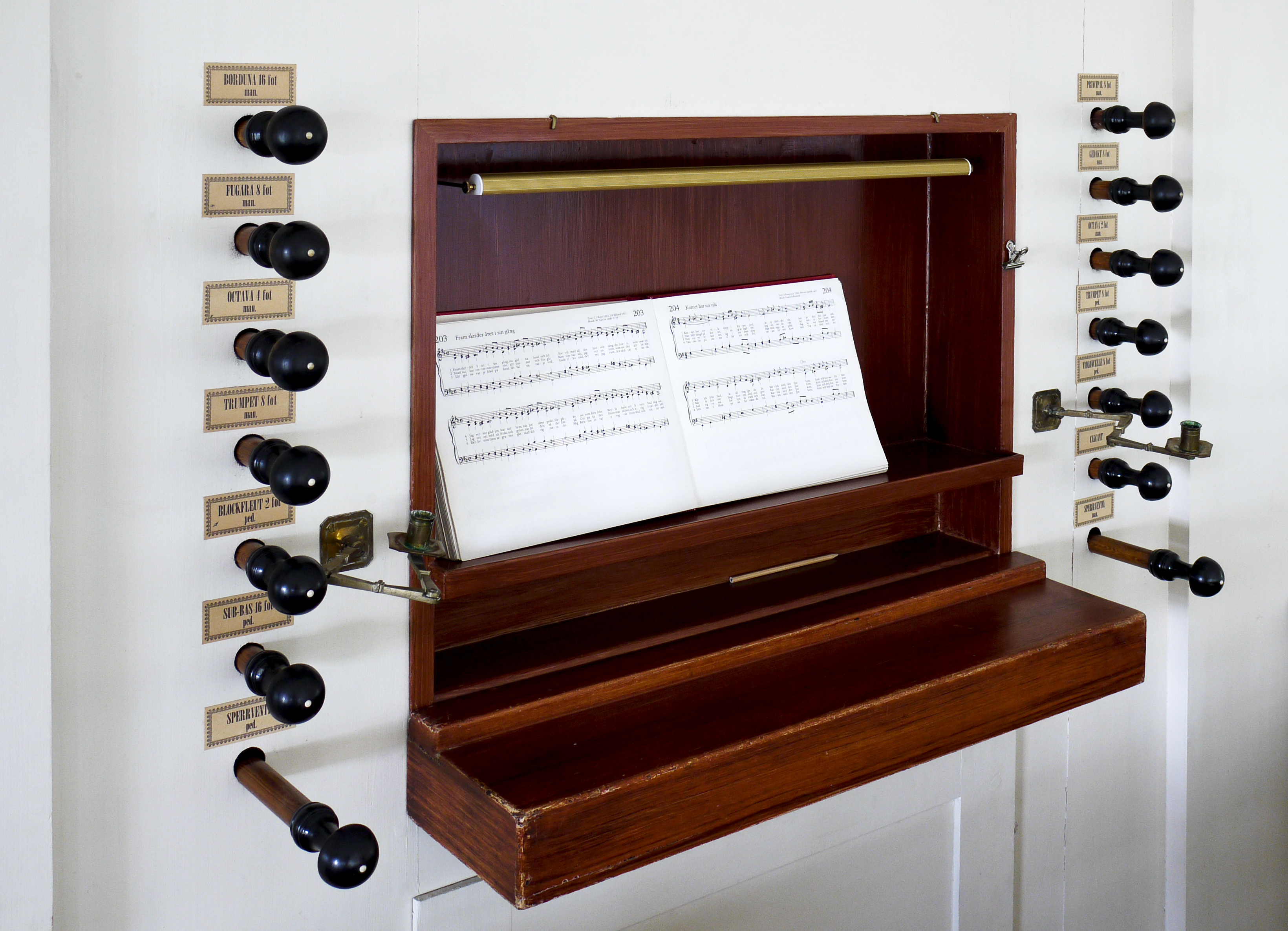
Orgelns klaviatur